# Vadstena, Söderköpings, Skänninge, Motala, Gränna och Askersunds valkrets
Vadstena, Söderköpings, Skänninge, Motala, Gränna och Askersunds valkrets var vid riksdagsvalet till andra kammaren 1908 en egen valkrets med ett mandat. Valkretsen omfattade städerna Vadstena, Söderköping, Skänninge, Motala, Gränna och Askersund. Vid övergången till proportionellt valsystem i valet 1911 avskaffades valkretsen och städerna delades upp på Östergötlands läns norra och södra valkretsar, Jönköpings läns östra valkrets samt Örebro läns södra valkrets.

## Riksdagsman
- Conrad Vahlquist, högervilde 1910 (1909–1911)

## Valresultat

### 1908
| Andrakammarvalet i Sverige 1908: Vadstena, Söderköpings, Skänninge, Motala, Gränna och Askersunds valkrets | Andrakammarvalet i Sverige 1908: Vadstena, Söderköpings, Skänninge, Motala, Gränna och Askersunds valkrets | Andrakammarvalet i Sverige 1908: Vadstena, Söderköpings, Skänninge, Motala, Gränna och Askersunds valkrets | Andrakammarvalet i Sverige 1908: Vadstena, Söderköpings, Skänninge, Motala, Gränna och Askersunds valkrets | Andrakammarvalet i Sverige 1908: Vadstena, Söderköpings, Skänninge, Motala, Gränna och Askersunds valkrets |
| Kandidat                                                                                                   | Kandidat                                                                                                   | Röster | Röster | Röster |
| Kandidat                                                                                                   | Kandidat                                                                                                   | Antal | % | +− % |
| --- | --- | --- | --- | --- |
| | Conrad Vahlquist (höger)                                                                                   | 557 | 60,4 | |
| | Jöns Bergström (frisinnad)                                                                                 | 365 | 39,5 | |
| | Övriga kandidater                                                                                          | 1 | 0,1 | — |
| Antal giltiga röster                                                                                       | Antal giltiga röster                                                                                       | 923 | | |
| Kasserade röster                                                                                           | Kasserade röster                                                                                           | 2 | | |
| Totalt | Totalt | 925 | | |